# Найджел (епископ Или)
Найджел или Нигель (англ. Nigel; около 1100 — 1169) — епископ Или в 1133—1169 (фактически с 1133 до 1140 года, в 1142—1144, 1145—1169 годы), первый лорд-казначей Англии. Найджел происходил из семьи священнослужителей: его дядя Роджер был епископом Солсбери и канцлером короля Генриха I; ещё один родственник Найджела Александр, был епископом Линкольна. В качестве епископа Или Найджел оказался втянут в конфликт с духовенством епархии. Но помирился с ним, обвинив в заговоре помощника. В 1135 году, после смерти Генриха I Найджел и его семья поддержали Стефана Блуасского. В 1139 году король Стефан попытался арестовать Найджела и его родичей. Найджелу удалось бежать и он перешёл на сторону императрицы Матильды. Но потом примирился с королём Стефаном. После того как королём Англии стал Генрих II Плантагенет Найджел вновь в качестве казначея занял видное место при дворе. Преемником Найджела на посту казначея стал его сын Ричард Фитц Нил.

## Ранние годы
Найджел происходил из семьи священнослужителей: его дядя Роджер был епископом Солсбери и канцлером короля Генриха I; а брат или кузен Найджела Александр был епископом Линкольна.
Оксфордский биографический словарь писал, что Найджел родился около 1100 года. Джон Хорас Раунд в Dictionary of National Biography, писал что это было позже этой даты. Д. Х. Раунд связывал это с тем, что в хартии Абингдона 1124 года впервые упоминался Найджел (но считается, что этот документ был создан в 1126—1130 годы)
Ранее Роджер Солберийский направил своего племянника Найджела в монастырь в французский город Лаон. Найджел получил образование у Ансельма Лаонского, умершего около 1117 года.
После хартии Абингдона 1124 года Найджел упомянут ещё в ряде документов: в мае 1131 года в Руане; в сентябре 1131 года, в 1132 году, в 1133 году в Нортгемптоне. В них именуют «nepos episcopi» («племянник епископа»).

## Казначей и епископ
В 1130 году Найджел назван казначеем(возможно он занял этот пост и раньше 1130 года: Юджит Грин датировал это событие серединой 1120-х). Найджел попал на этот пост благодаря протекции своего дяди Роджера Солсберийского. Но он не просто стал хранителем денег, как многие его предшественники, Найджел стал обладателем новой важной должности в королевстве. В предыдущие времена: годы правления Уэссекской и Нормандской династий лишь часть королевской казны находилась в Винчестере под надзором камерария и подчиненного ему тэна-келаря, но большую часть казны короли хранили в личных королевских покоях. Генрих I передав большую часть своей казны основал казначейство. Казначей не только управлял королевской казной, находившейся в Винчестере; он также принимал финансовые отчёты шерифов Шахматной палаты, также заседавшей в Вестминстере. Занимая высокий пост Найджел владел более чем 50-ю земельными владениями в разных графствах.
Став первым лордом-казначеем Англии при Генрихе I Найджел также был пребендой папского престола. А в 1133 году он стал епископом Или. В этот сан Найджела в 1133 года, перед своим отъездом в Нормандию, посвятил король Генрих I. Но даже став епископом Найджел большую часть времени посвящал финансовым, а не духовным делам, на что жаловались монахи Или. Уехав в Лондон Найджел оставил вместо себя в Или некого Ранульфа, но тот вскоре поссорился с монахами. Этот конфликт бросал тень и на Найджела. И хотя тот пользуясь тем что он лорд-казначей смог вернуть своему епископству ряд утраченных ранее владений борьба в Или продолжалась. Лишь в начале 1137 года после того как Найджел обвинил Ранульфа в заговоре и тот бежал прихватив часть церковных богатств, лорд-казначей примирился со своими монахами. После этого опираясь на послания папы Иннокентия II Найджел продолжил политику возвращения епископству Или утраченных земель.
После того как в 1135 году умер Генрих I в Лондоне английским королём был провозглашен его племянник Стефан Блуасский. Когда Стефан прибыл в Винчестер, то Найджел уступил ему королевскую казну. После этого Стефан с казной вернулся в Лондон и короновался 22 декабря 1135 года.
После вступления на английский престол короля Стефана, Найджел вместе со своими родственниками поддержал нового правителя. И долгое время оставался на должности казначея верным сторонником короля. Вместе с Роджером Солсберийским и Александром Линкольнским, он присутствовал на Оксфордском съезде где король издал новую хартию, в которой обещал духовенству свободу канонических выборов, баронам — смягчение законов относительно королевских лесов и охоты, народу — отмену датской подати.

## Дело епископов
Во время начавшейся гражданской войны в Англии Найджел с родственниками поддерживали короля. Но они как и все бароны начали без согласия короля строить замки в своих землях. Богатства этого рода, а также их стремление наполнить королевскую администрацию своими ставленниками вызвали обеспокоенность Стефана и по наущению своего советника Валерана Мёлана он приказал их арестовать. 24 июня 1139 года были арестованы епископ солсберийский Роджер, его сын канцлер Роджер, его племянник епископ Линкольнский Александр. Лишь Найджелу удалось бежать в замок Девизес, где оказывал сопротивление королевским войскам. Стефан взяв с собой арестованных добился от них сдачи всех замков (Девизеса, Шерборна, Ньюарка и других). После занятия крепости королевскими войсками, Найджел с тремя сторонниками бежал в Глостер где перешёл на сторону Матильды.
Арест Роджера Солсберийского и его родственников вызвал негодование духовенства. Даже брат короля Генрих Винчестерский и Томас Кентерберийский встали на сторону тех, кто в Винчестере призывал Стефана «исправить ошибку и вернуть епископам их владения».. Вильям Мальмсберийский писал, что епископов обвиняли в стремлении перейти на сторону императрицы Матильды. Он приводит мнение ряда современников отмечавших, что епископы были лишены земель, но не сана и считавших, что епископы справедливо были лишены замков. Но и они были недовольны переходом «земель церкви» в руки «мирян».
На синоде в Винчестере выступали представители короля Стефана и разные епископы. Представители короля обвиняли Роджера в казнокрадстве, стремлении с племянниками изменить королю, строительстве замков". Представители церкви апеллировали к тому, что обвиняемые епископы и судить их должен церковный суд. А до его решения обвиняемые должны были получить конфискованное назад. Обе стороны отстаивали свою позицию. Приехавший архиепископ Руана высказал мнение, что епископы должны получить лишь те замки на которые имели разрешение от короля, а остальные могли быть конфискованы.
Король дал обещание, но не сдержал его. 11 декабря 1139 года Роджер Солсберийский умер.
В 1140 году Найджела изгнали и низложили. Наджел пожаловался папе римскому Инокентию II. Тот 5 октября 1140 года прислал послание к архиепископу Кентерберийскому Теобальду в котором настаивал на восстановлении Найджела. Найджел на тот момент находился при дворе императрицы Матильды в Глостере.
В феврале 1141 года войска императрицы Матильды захватили в плен короля Стефана. Найджел сопровождал императрицу в пути из Глостера в Винчестер куда они прибыли 3 марта 1141. В мае вместе с Матильдой посетил Рединг, в июне 1141 года в Вестминстер, а в июле 1141 года в Оксфорд.. К этому моменту ситуация для Матильды ухудшилась жители Лондона изгнали императрицу из города, а в сентябре 1141 года попал в плен её брат Роберт Глостерский. Сама императрица Матильда бежала в Глостер. В октябре 1141 года Стефан и Роберт были обменены друг на друга

## Примирение с королём
Видя бесплодность попыток императрицы одержать победу, Найджел в начале 1142 года примирился со Стефаном и вернулся на свою кафедру в Или. Некоторое время Найджел спокойно занимался делами своего епископства, но вскоре он оказался втянут в новый конфликт. Найджел осудил клирика Виталиса за симонию, тот в марте 1143 года обжаловал это на Лондонском соборе. Виталиса поддержал папский легат и брат короля Генрих Блуаский обвинивший Найджела в разжигании войны и разбазаривании церковного имущества. Найджел решил вновь обратится за защитой к папе римскому. Но перед поездкой к Рим он решил посоветоваться с императрицей. По дороге к Матильде у Уэрхэма епископ был ограблен людьми короля, но посетил императрицу. Вернувшись в Или взял церковную казну и отправился к папе. В Риме Найджел предстал перед новым папой Луцием II. Казна, а также покровительство находившегося на тот момент в Риме архиепископа Теобальда Кентерберийского склонили папу на сторону Найджела. В мае 1144 года Луций II написал несколько писем в которых отвергал обвинения против Найджела и подтверждал того на посту епископа Или. Но вскоре Найджел узнал, что во время его отсутствия сторонник императрицы Матильды — Жоффруа де Мандевиль захватил Или и сделал его базой откуда вплоть до своей смерти в сентябре 1144 года совершал набеги на соседние земли. После смерти Жоффруа Стефан конфисковал Или, а Найджела обвинил в попустительстве восстанию. (Найджел уже переходил на сторону императрицы и захват Или иным приверженцем Матильды был для Стефана подозрительным). Благодаря помощи папы римского Найджел смог договориться с королем. Найджел заплатил 200 фунтов стерлингов и отдал своего сына Ричарда в заложники. После этого состоялась встреча с королём в Ипсвиче где тот вернул Найджелу епископство Или. И хотя монахи обвиняли Найджела в том, что для поездки в Рим и ради встречи в Ипсвиче он ограбил свою епархию его правлению это не мешало.
О жизни Найджела в 1144—1154 годы известно немного. Нет никаких записей о том, что он в эти годы так или иначе мог быть связан с казначейством. Найджел участвует вместе с другими священниками в подтверждений грамот (хартий), в посвящении иных священослужителей в судах:
В 1147 году Найджел стал свидетелем хартии Стефана. В августе 1147 года епископ Или участвовал в Хилария в епископы Чичестера. В 1150 году Найджел участвует в графских судах Норфолка и Суффолка. В 1153 или 1154 году он был назван в пожаловании земель приорату Святой Радегунды в Кембридже В 1153 году стал свидетелем договора Стефана и Генриха Плантагенета, по которому Англия после смерти короля переходила к сыну императрицы Матильды. Когда Генрих в 1154 унаследовал трон Найджел присутствовал на коронации Генриха II.

## Правление Генриха II
После коронации Генриха II Найджел вновь в качестве казначея занял видное место при дворе. Новый король хотел восстановить систему управления своего деда и он привлек Найджела, который активно развернул свою деятельность. Найджел фигурирует уже в ранних «казначейских свитках»Генриха II. Но в феврале 1156 года пришло письмо от папы Адриана IV в котором тот пригрозил отстранить Найджела от должности, если епископ в течение трёх месяце не вернёт епархии Или то что забрал принадлежавшее церкви в предыдущие годы. Найджел тянул время ссылаясь на отсутствие в Англии Генриха II. В 1159 году Найджел, в присутствии Теобальда, архиепископа Кентерберийского дал клятву вернуть церковное имущество (но в итоге клятву не сдержал). Но на этом конфликты с монахами не закончились. Найджела обвиняли в том, что он был женат, за что был осужден архиепископом Кентерберийским Томасом Бекетом
При дворе Генриха II Найджел вёл активную деятельность: он присутствовал при хиротонии Беккета 3 июня 1162 года и на большом совете в Кларендоне в январе 1164 года. Но основная его работа была связана с казначейством. Он также является председательствующим юстициарием в curia regis в 1165 году в Вестминстере .
На Пасху 1166 года Найджел был разбит параличом и три года прожил в Или. Умер 30 мая 1169 года
Преемником Найджела на посту казначея стал его сын Ричард Фитц Нил. Найджела обвиняли в том, что этот пост Найджел купил для сына у Генриха II нуждавшегося в деньгах на Тулузскую кампанию 1159 года за 400 фунтов стерлингов.

## Комментарии
1. ↑  Английское имя, имея в оригинале одно написание, в русской исторической литературе встречается в двух вариантах. Примеры в статье
2. ↑  Найджел правил Или с перерывами: после получения в 1133 году кафедру отобрали в 1140 году. Восстановили в 1142 году. Конфисковали в 1144 году. Вернули в 1145 году
3. ↑  Юджит Грин называет владения в Уилтшире, в Эссексе, в Беркшире, в Миддлсексе, Хантингдоншире и Гэмпшире[1]
4. ↑  Джон Хорас Раунд в Dictionary of National Biography датировал это 1 октября 1133 года[7]; Мереминский Станислав Григорьевич в примечаниях к "История Англов" Генриха Хантингтонского писал[11], что Найджел был рукоположен 28 мая 1133 года; Chronica de Mailros помещает это во второй половине 1133 годом[12]
5. ↑  Петрушевский писал, что это произошло в тюрьме, но иные авторы пишут, что перед смертью Роджер прожил определенное время на свободе
6. ↑  Луций II был избран в марте 1144 года.
7. ↑  Теобальд и Генрих Блуасский отправвились в Рим после того как 24 сентября 1143 года умер папа римский Иннокентий II. Оба церковных деятеля хотели получить от нового папы Целестина II (1143-1144) звание легата[28]

### Средневековые источники
- Генрих Хантингдонский. История англов / Пер. с лат. С. Г. Мереминского. — М.: Русский Фонд содействия образованию и науке; Ун-т Дмитрия Пожарского, 2015. — 608 ил. — (Исторические источники). — ISBN 978-5-91244-046-5.
- Вильям Мальмсберийский. История английских королей Лондон 1847
- Англосаксонская хроника, тексты на английском an XML версия Tony Jebson.
- Деяния Стефана

### Книги Нового и Новейшего времени
- Round, J. H.[англ.]. Nigel, Bishop of Ely (англ.) // The English Historical Review[англ.] : journal. — 1893. — Т. 8, № 31. — С. 515—519. — doi:10.1093/ehr/VIII.XXXI.515.
- Джон Хорас Раунд[англ.]. Nigel (d.1169) (англ.) // Dictionary of National Biography (Национальный биографический словарь). — 1895. — Vol. 41.
- Эпоха крестовых походов / под ред. Э. Лависса и А. Рамбо. — Смоленск : Русич, 2002. — 672 с. — (Популярная историческая библиотека). — 5100 экз. — ISBN 5-8138-0196-0.
- Шарль Пти-Дютайи. Феодальная монархия во Франции и в Англии X—XIII веков. — 1938.
- Юджит Грин[англ.]«The government of England under Henry I» Cambridge University Press 1986: «NIGEL, NEPHEW OF ROGER OF SALISBURY»
- Петрушевский Д. М. Очерки из истории английского государства и общества в средние века М. 1937
- Петрушевский Д. М. Памятники истории Англии XI—XIII вв. М 1936
- Гладков, А. К. Интерпретация образа царя Гиркана // Диалог со временем : альманах. — 2008. — № 22. — ISBN 2073-7564.